# AKINO LEE
AKINO LEE（アキノリ または アキノリー、8月28日 - ）は、日本のボーカリスト、ドラマー、作詞家、作曲家、ボイストレーナー、振付師。ロックバンド「コロバ・ミルク・バー」のリーダーでボーカル兼ヌンチャク担当。忍者音楽集団「音影」のリーダー・櫻心寺 李維（おうしんじ りい）。また、「カレーおじさん＼(^o^)／」もしくは本名の縫田 曉言（ぬいだ あきのり）名義でカレーに関する執筆活動やイベントなどを行っている。

## 略歴
1996年、コロバ・ミルク・バー結成。2000年パイオニアLDC（現NBCユニバーサル・エンターテイメントジャパン）よりメジャーデビューする。2001年に活動休止するが2003年に活動再開。
2001年には、ソロでレコーディングした「Departure」がコナミの音ゲー「GUITARFREAKS」「drummania」に使用された。
2007年に音影を結成。
また、2000年よりボイストレーナーとして専門学校ESPミュージカルアカデミーの講師を務め、EXILE ATSUSHIや団長（NoGoD）を指導。2001年よりAKINO LEE 音楽道 ACADEMYを開講、松永天馬・浜崎容子（アーバンギャルド）、けったろ（ROOT FIVE）、夕霧（DaizyStripper）などを指導。さらに、ハコイリ♡ムスメ、月と太陽などアイドルのボイストレーナーも務める。アイドルには造詣が深く、プロデュースや作詞・作曲から振付・ダンスレッスンまでこなす。

### カレーおじさん＼(^o^)／
2006年11月より毎日カレーを食べ続け、ここ数年は年間1000食を超える。「Oggi」や「食べログマガジン」にカレーについての連載を持つほか、「マツコの知らない世界」や「アッコにおまかせ!」（いずれもTBSテレビ）などメディア出演も多数。
近年はカレーに関するイベントも手掛けているが、「アイドルとカレー」といったコラボレーションイベントも開催している。

## 出演

### テレビ番組
- 「アイドルTV-JAPAN」（エンタ!371、2005年10月 - 2009年6月）
- 「スパイストラベラー」（フジテレビNEXT、2019年10月 - ）

## 連載
- Oggi.jp「カレーおじさん＼(^o^)／のカレーなでしこ」（2016年11月2日 - ）
- 食べログマガジン「カレーおじさん＼(^o^)／の今週のカレー」（2018年3月23日 - ）